# Sportclub Westfalia 1904 Herne 1976-1977
Questa voce raccoglie le informazioni riguardanti il Sportclub Westfalia 1904 Herne nelle competizioni ufficiali della stagione 1976-1977.

## Stagione
Nella stagione 1976-1977 il Westfalia Herne, allenato da Heinz Murach e Ivan Horvat, concluse il campionato di 2. Bundesliga al 11º posto. In Coppa di Germania il Westfalia Herne fu eliminato al primo turno dal Fortuna Colonia.

## Rosa
| N. |                      | Ruolo | Calciatore          |
| -- | -------------------- | ----- | ------------------- |
|    | Germania (bandiera)  | P     | Hans-Jürgen Bradler |
|    | Germania (bandiera)  | P     | Lothar Matuschak    |
|    | Danimarca (bandiera) | D     | Søren Busk          |
|    | Germania (bandiera)  | D     | Peter Cordes        |
|    | Ungheria (bandiera)  | D     | László Harsányi     |
|    | Germania (bandiera)  | D     | Klaus Kacmierczak   |
|    | Germania (bandiera)  | D     | Günter Kuczinski    |
|    | Germania (bandiera)  | D     | Klaus-Peter Kudella |
|    | Germania (bandiera)  | D     | Hugo Lütkebohmert   |
|    | Germania (bandiera)  | D     | Bernhard Ochmann    |
|    | Germania (bandiera)  | D     | Herbert Pureber     |

| N. |                     | Ruolo | Calciatore             |
| -- | ------------------- | ----- | ---------------------- |
|    | Germania (bandiera) | D     | Gerd Steffen           |
|    | Germania (bandiera) | C     | Herbert Bals           |
|    | Germania (bandiera) | C     | Reinhold Deus          |
|    | Germania (bandiera) | C     | Hans-Günter Etterich   |
|    | Germania (bandiera) | C     | Lutz Gerresheim        |
|    | Germania (bandiera) | C     | Klaus-Peter Kerkemeier |
|    | Germania (bandiera) | C     | Heinz Ptaczynski       |
|    | Germania (bandiera) | C     | Hartmut Sinnigen       |
|    | Germania (bandiera) | A     | Hans-Joachim Abel      |
|    | Germania (bandiera) | A     | Karl-Heinz Brücken     |
|    | Germania (bandiera) | A     | Norbert Elgert         |

## Organigramma societario
Area tecnica
- Allenatore: Ivan Horvat
- Allenatore in seconda:
- Preparatore dei portieri:
- Preparatori atletici:

## Calciomercato

### Sessione estiva
| Acquisti | Acquisti           | Acquisti           | Acquisti |
| R.       | Nome               | da                 | Modalità |
| -------- | ------------------ | ------------------ | -------- |
| C        | Herbert Bals       | Schwarz-Weiß Essen |          |
| A        | Karl-Heinz Brücken | Fortuna Düsseldorf |          |
| D        | Søren Busk         | Glostrup           |          |
| D        | László Harsányi    | Újpest             |          |
| D        | Günter Kuczinski   | Erle               |          |
| D        | Hugo Lütkebohmert  | Erkenschwick       |          |

| Cessioni | Cessioni         | Cessioni     | Cessioni |
| R.       | Nome             | a            | Modalità |
| -------- | ---------------- | ------------ | -------- |
| C        | Miodrag Petrović | Werder Brema |          |

### Sessione invernale
| Acquisti | Acquisti | Acquisti | Acquisti |
| R.       | Nome     | da       | Modalità |
| -------- | -------- | -------- | -------- |

| Cessioni | Cessioni             | Cessioni   | Cessioni |
| R.       | Nome                 | a          | Modalità |
| -------- | -------------------- | ---------- | -------- |
| C        | Hans-Jürgen Salewski | Schalke 04 |          |

## Risultati

### 2. Bundesliga

#### Girone di andata
| Arbitro: | Barnick |

|                       |           |                |
| Ptaczynski 26’ (aut.) | Marcatori | 50’ Ptaczynski |

| Arbitro: | Schön |

|                            |           |                  |
| Busk 55’, 77’ Etterich 83’ | Marcatori | 80’ Greiffendorf |

| Arbitro: | Kaiser |

|                                         |           |                  |
| Greif 7’, 33’ Schock 38’ Mühlenberg 51’ | Marcatori | 6’ Abel 35’ Busk |

| Arbitro: | Horstmann |

|                 |           |            |
| Kacmierczak 15’ | Marcatori | 58’ Zimmer |

| Arbitro: | Pauly |

|                            |           |                 |
| Mertes 18’, 73’ Bläser 50’ | Marcatori | 17’ Kacmierczak |

| Arbitro: | Eschweiler |

|             |           |                                               |
| Ochmann 14’ | Marcatori | 3’ Wolf 27’ Schilling 74’, 83’ Lienen 86’ Hey |

| Arbitro: | Ohmsen |

|                                   |           |          |
| Feuerhahn 30’ Speh 44’ Wallek 85’ | Marcatori | 29’ Busk |

| Arbitro: | Richter |

|                          |           |                    |
| Brücken 8’, 59’ Busk 65’ | Marcatori | 71’ (rig.) Rehbach |

| Arbitro: | Heitmann |

|                               |           |          |
| Mödrath 12’, 89’ Campbell 65’ | Marcatori | 37’ Busk |

| Arbitro: | Sommershoff |

|               |           |                                           |
| Kuczinski 86’ | Marcatori | 29’, 89’ Mrosko 49’ Krüger 52’, 60’ Klose |

| Arbitro: | Brückner |

|                           |           |  |
| Ochmann 10’ Kuczinski 40’ | Marcatori |  |

| Arbitro: | Zuchantke |

|                                                |           |                       |
| Wolf 30’, 74’ Seiler 55’ Blau 60’ Petković 72’ | Marcatori | 36’ Sinnigen 57’ Bals |

| Arbitro: | Ahlenfelder |

|                                   |           |                                            |
| Brücken 6’ Kacmierczak 15’ (rig.) | Marcatori | 4’ Wunder 69’ Anders 70’ (rig.) Pagelsdorf |

| Arbitro: | Wippker |

|                      |           |                          |
| Babington 74’ (rig.) | Marcatori | 13’ Ochmann 46’ Sinnigen |

| Arbitro: | Kohnen |

|                       |           |                         |
| Busk 72’ Etterich 90’ | Marcatori | 24’ Funkel 28’ Mattsson |

| Arbitro: | Meijerink |

|                |           |                               |
| Laube 14’, 60’ | Marcatori | 25’ Bals 44’ Ochmann 83’ Abel |

| Arbitro: | Redelfs |

|                      |           |                          |
| Brücken 66’ Bals 87’ | Marcatori | 28’ Evenkamp 52’ Haymann |

| Arbitro: | Schön |

|                                |           |  |
| Lindner 70’ (rig.) Liedtke 87’ | Marcatori |  |

| Arbitro: | Basedow |

|  |           |                                     |
|  | Marcatori | 19’, 52’ Budde 21’ Götz 65’ Pröpper |

#### Girone di ritorno
| Arbitro: | Assenmacher |

|                      |           |  |
| Sinnigen 5’ Abel 88’ | Marcatori |  |

| Arbitro: | Herrmann |

|                          |           |                   |
| Grau 23’ Lenzen 61’, 67’ | Marcatori | 56’, 89’ Sinnigen |

| Arbitro: | Teichert |

|                                                   |           |  |
| Brücken 3’ Bals 10’ Ochmann 36’, 81’ Sinnigen 43’ | Marcatori |  |

| Arbitro: | Gabriel |

|                                            |           |                                  |
| Wiemers 46’ Albert 55’ (rig.) Fritsche 67’ | Marcatori | 1’ Bals 15’ Sinnigen 63’ Brücken |

| Herne (Germania) 29 gennaio 1977 24ª giornata | Westfalia Herne | 0 – 0 referto | Alemannia Aquisgrana | Stadion am Schloss Strünkede (4 000 spett.)\| Arbitro: \| Gremmler \| |
| Arbitro:                                      | Gremmler        |               |                      |                                                                       |

| Arbitro: | Gathmann |

|         |           |                              |
| Hey 74’ | Marcatori | 18’ Ochmann 20’, 40’ Brücken |

| Arbitro: | Wuttke |

|                                                                  |           |                        |
| Brücken 3’, 42’ Ochmann 5’, 88’ Abel 7’, 11’ Gerresheim 46’, 70’ | Marcatori | 43’ Wallek 75’ Borutta |

| Arbitro: | Winkler |

|              |           |          |
| Elfering 64’ | Marcatori | 23’ Busk |

| Arbitro: | Heymann |

|                                               |           |                       |
| Kacmierczak 25’ (rig.) Abel 29’, 57’ Bals 44’ | Marcatori | 56’ Ludwig 68’ Linßen |

| Arbitro: | Lutz |

|                                     |           |                                                         |
| Friederichsen 10’ Mrosko 72’ (rig.) | Marcatori | 22’, 81’, 85’ Abel 42’ Busk 78’ Etterich 90’ Gerresheim |

| Arbitro: | Zuchantke |

|                           |           |                      |
| Gerber 12’, 43’, 51’, 86’ | Marcatori | 32’ Bals 57’ Ochmann |

| Arbitro: | Richter |

|                                              |           |                 |
| Bals 41’ Sinnigen 62’ Kacmierczak 84’ (rig.) | Marcatori | 9’ (rig.) Graul |

| Arbitro: | Retzmann |

|                      |           |          |
| Lüttges 70’ Dahl 87’ | Marcatori | 64’ Abel |

| Arbitro: | Assenmacher |

|                            |           |                 |
| Busk 40’, 90’ Sinnigen 49’ | Marcatori | 9’ (rig.) Bruns |

| Arbitro: | Horstmann |

|  |           |              |
|  | Marcatori | 64’ Sinnigen |

| Herne (Germania) 23 aprile 1977 35ª giornata | Westfalia Herne | 0 – 0 referto | Herford | Stadion am Schloss Strünkede (4 000 spett.)\| Arbitro: \| Glasneck \| |
| Arbitro:                                     | Glasneck        |               |         |                                                                       |

| Arbitro: | Marchefka |

|  |           |         |
|  | Marcatori | 9’ Busk |

| Arbitro: | Basedow |

|  |           |            |
|  | Marcatori | 79’ Mielke |

| Arbitro: | Meijerink |

|                       |           |                      |
| Budde 66’ (rig.), 80’ | Marcatori | 10’ Bals 84’ Ochmann |

### Coppa di Germania
| Arbitro: | Wilhelmi |

|                                           |           |          |
| Hattenberger 2’ Müller 10’ Degen 35’, 54’ | Marcatori | 64’ Abel |

## Statistiche

### Statistiche di squadra
| Competizione      | Punti | In casa | In casa | In casa | In casa | In casa | In casa | In trasferta | In trasferta | In trasferta | In trasferta | In trasferta | In trasferta | Totale | Totale | Totale | Totale | Totale | Totale | DR |
| Competizione      | Punti | G       | V       | N       | P       | Gf      | Gs      | G            | V            | N            | P            | Gf           | Gs           | G      | V      | N      | P      | Gf     | Gs     | DR |
| ----------------- | ----- | ------- | ------- | ------- | ------- | ------- | ------- | ------------ | ------------ | ------------ | ------------ | ------------ | ------------ | ------ | ------ | ------ | ------ | ------ | ------ | -- |
| 2. Bundesliga     | 39    | 19      | 9       | 5       | 5       | 42      | 31      | 19           | 6            | 4            | 9            | 35           | 42           | 38     | 15     | 9      | 14     | 77     | 73     | +4 |
| Coppa di Germania | -     | 0       | 0       | 0       | 0       | 0       | 0       | 1            | 0            | 0            | 1            | 1            | 4            | 1      | 0      | 0      | 1      | 1      | 4      | -3 |
| Totale            | 39    | 19      | 9       | 5       | 5       | 42      | 31      | 20           | 6            | 4            | 10           | 36           | 46           | 39     | 15     | 9      | 15     | 78     | 77     | +1 |

### Andamento in campionato
| Giornata  | 1 | 2 | 3  | 4  | 5  | 6  | 7  | 8  | 9  | 10 | 11 | 12 | 13 | 14 | 15 | 16 | 17 | 18 | 19 | 20 | 21 | 22 | 23 | 24 | 25 | 26 | 27 | 28 | 29 | 30 | 31 | 32 | 33 | 34 | 35 | 36 | 37 | 38 |
| --------- | - | - | -- | -- | -- | -- | -- | -- | -- | -- | -- | -- | -- | -- | -- | -- | -- | -- | -- | -- | -- | -- | -- | -- | -- | -- | -- | -- | -- | -- | -- | -- | -- | -- | -- | -- | -- | -- |
| Luogo     | T | C | T  | C  | T  | C  | T  | C  | T  | C  | C  | T  | C  | T  | C  | T  | C  | T  | C  | C  | T  | C  | T  | C  | T  | C  | T  | C  | T  | T  | C  | T  | C  | T  | C  | T  | C  | T  |
| Risultato | N | V | P  | N  | P  | P  | P  | V  | P  | P  | V  | P  | P  | V  | N  | V  | N  | P  | P  | V  | P  | V  | N  | N  | V  | V  | N  | V  | V  | P  | V  | P  | V  | V  | N  | V  | P  | N  |
| Posizione | 9 | 3 | 11 | 12 | 16 | 16 | 16 | 16 | 16 | 18 | 17 | 17 | 17 | 16 | 15 | 15 | 15 | 15 | 15 | 15 | 16 | 15 | 15 | 15 | 15 | 13 | 13 | 13 | 12 | 13 | 12 | 13 | 12 | 10 | 11 | 11 | 12 | 11 |

Legenda:

Luogo: C = Casa; T = Trasferta. Risultato: V = Vittoria; N = Pareggio; P = Sconfitta.

### Statistiche dei giocatori
| Giocatore       | 2. Bundesliga | 2. Bundesliga | 2. Bundesliga | 2. Bundesliga | Coppa di Germania | Coppa di Germania | Coppa di Germania | Coppa di Germania | Totale   | Totale | Totale      | Totale     |
| Giocatore       | Presenze      | Reti          | Ammonizioni   | Espulsioni    | Presenze          | Reti              | Ammonizioni       | Espulsioni        | Presenze | Reti   | Ammonizioni | Espulsioni |
| --------------- | ------------- | ------------- | ------------- | ------------- | ----------------- | ----------------- | ----------------- | ----------------- | -------- | ------ | ----------- | ---------- |
| H. Abel         | 29            | 11            | 4             | 0             | 1                 | 1                 | 0                 | 0                 | 30       | 12     | 4           | 0          |
| H. Bals         | 33            | 9             | 3             | 0             | 1                 | 0                 | 0                 | 0                 | 34       | 9      | 3           | 0          |
| H. Bradler      | 4             | 0             | 0             | 0             | 0                 | 0                 | 0                 | 0                 | 4        | 0      | 0           | 0          |
| K. Brücken      | 38            | 10            | 0             | 0             | 1                 | 0                 | 0                 | 0                 | 39       | 10     | 0           | 0          |
| S. Busk         | 32            | 12            | 2             | 0             | 1                 | 0                 | 0                 | 0                 | 33       | 12     | 2           | 0          |
| P. Cordes       | 13            | 0             | 1             | 0             | 1                 | 0                 | 1                 | 0                 | 14       | 0      | 2           | 0          |
| R. Deus         | 10            | 0             | 1             | 0             | 0                 | 0                 | 0                 | 0                 | 10       | 0      | 1           | 0          |
| N. Elgert       | 0             | 0             | 0             | 0             | 1                 | 0                 | 0                 | 0                 | 1        | 0      | 0           | 0          |
| H. Etterich     | 34            | 3             | 1             | 1             | 1                 | 0                 | 0                 | 0                 | 35       | 3      | 1           | 1          |
| L. Gerresheim   | 19            | 3             | 0             | 0             | 0                 | 0                 | 0                 | 0                 | 19       | 3      | 0           | 0          |
| L. Harsányi     | 8             | 0             | 2             | 0             | 0                 | 0                 | 0                 | 0                 | 8        | 0      | 2           | 0          |
| K. Kacmierczak  | 36            | 5             | 1             | 0             | 1                 | 0                 | 0                 | 0                 | 37       | 5      | 1           | 0          |
| K. Kerkemeier   | 16            | 0             | 1             | 0             | 0                 | 0                 | 0                 | 0                 | 16       | 0      | 1           | 0          |
| G. Kuczinski    | 33            | 2             | 2             | 0             | 0                 | 0                 | 0                 | 0                 | 33       | 2      | 2           | 0          |
| K. Kudella      | 0             | 0             | 0             | 0             | 0                 | 0                 | 0                 | 0                 | 0        | 0      | 0           | 0          |
| H. Lütkebohmert | 35            | 0             | 4             | 0             | 1                 | 0                 | 0                 | 0                 | 36       | 0      | 4           | 0          |
| L. Matuschak    | 34            | 0             | 0             | 0             | 1                 | 0                 | 0                 | 0                 | 35       | 0      | 0           | 0          |
| B. Ochmann      | 33            | 11            | 0             | 1             | 1                 | 0                 | 0                 | 0                 | 34       | 11     | 0           | 1          |
| H. Ptaczynski   | 16            | 1             | 2             | 0             | 1                 | 0                 | 0                 | 0                 | 17       | 1      | 2           | 0          |
| H. Pureber      | 2             | 0             | 1             | 0             | 0                 | 0                 | 0                 | 0                 | 2        | 0      | 1           | 0          |
| H. Salewski     | 7             | 0             | 0             | 0             | 1                 | 0                 | 0                 | 0                 | 8        | 0      | 0           | 0          |
| H. Sinnigen     | 32            | 10            | 3             | 0             | 0                 | 0                 | 0                 | 0                 | 32       | 10     | 3           | 0          |
| G. Steffen      | 2             | 0             | 0             | 0             | 0                 | 0                 | 0                 | 0                 | 2        | 0      | 0           | 0          |